# Christopher Theisen
Christopher Theisen (* 13. Juni 1993 in Adenau) ist ein deutscher Fußballspieler.

## Karriere
Theisen wechselte 2009 aus der U17 von TuS Koblenz zu Eintracht Trier. Hier spielte er bis 2012 und kam neben der U19 auch einmalig für die 2. Mannschaft in der Oberliga Südwest zum Einsatz. Beim 2:2 gegen TuS Mechtersheim stand er am 4. März 2012 über 90 Minuten auf dem Platz.
Zur Spielzeit 2012/13 wechselte Theisen zur 2. Mannschaft des 1. FC Nürnberg in die Regionalliga Bayern. Insgesamt spielte er vier Spielzeiten in der viertklassigen Regionalliga Bayern, bevor er den Verein verließ.
Am 6. Januar 2016 wechselte Theisen zum Drittligisten Fortuna Köln. Sein Debüt in der 3. Profi-Liga gab er am 7. Februar 2016, dem 24. Spieltag. Bei der 2:3-Niederlage gegen Holstein Kiel kam er in der 81. Spielminute für Kusi Kwame ins Spiel.
Von 2018 bis 2020 spielte Theisen beim FC 08 Homburg in der Regionalliga Südwest. 2020 wechselte Theisen dann zum FC Viktoria 1889 Berlin in der Regionalliga Nordost. 2023 ging er dann zurück in die Regionalliga Südwest zum TSV Steinbach Haiger und erhielt einen Vertrag bis 2025.

## Erfolge
- Regionalliga Nordost: Meister und Aufstieg in die 3. Fußball-Liga 2020/21
- Berliner Landespokal-Sieger: 2022